# Nathan Darrow
Nathan Darrow (Kansas City, 21 juni 1976) is een Amerikaans acteur, bekend van zijn rol als Secret Service-agent Edward Meechum in de Netflix-serie House of Cards. Ook vertolkte hij de rol van John Custer in de serie Preacher en Mr. Freeze in de serie Gotham.
Darrow behaalde een bachelor in theater en literatuur aan de University of Evansville (Indiana) en volgde daarna een opleiding tot acteur aan New York University. Voor hij in de televisieserie House of Cards terechtkwam, speelde hij in verschillende Shakespeare-stukken, waaronder in elk geval Romeo en Julia, Hendrik V en Richard III.
- Gemeinsame Normdatei: 1234674319
- International Standard Name Identifier: 0000 0004 5127 5944
- Library of Congress Control Number: no2015093589
- Virtual International Authority File: 316879392
- WorldCat: E39PBJkxHRQVrpTTTJKHm6FdwC